# Verzweigung Brüttisellen
Die Verzweigung Brüttisellen (umgangssprachlich auch Brüttiseller Kreuz) ist eine Autobahnverzweigung im Ortsteil Brüttisellen der Gemeinde Wangen-Brüttisellen in der Schweiz. Sie verbindet die A1/A4 zwischen Zürich und Winterthur mit der A15. 

## Lage
Die Verzweigung Brüttisellen liegt in einer Ebene auf dem Gemeindegebiet von Wangen-Brüttisellen im Kanton Zürich. Dort trifft die von Südosten kommende Oberlandautobahn (A15) auf die von Südwesten nach Nordosten verlaufende A1, die gleichzeitig auf diesem Streckenabschnitt auch die A4 ist. Von Nordwesten her führt zudem die Autobahnauffahrt Brüttisellen auf die Verzweigung Brüttisellen zu – der eigentliche Grund, wieso die eigentliche Autobahnverzweigung auch «Kreuz» genannt wird. Dort war auch schon eine Fortsetzung der A15 Richtung Kloten vorgesehen. Mittlerweile ist der mögliche Anschluss im Richtplan weiter östlich und führt grösstenteils unterirdisch via Kloten (Anschluss auf die A51) weiter zurück auf die A1 bei Zürich-Seebach.

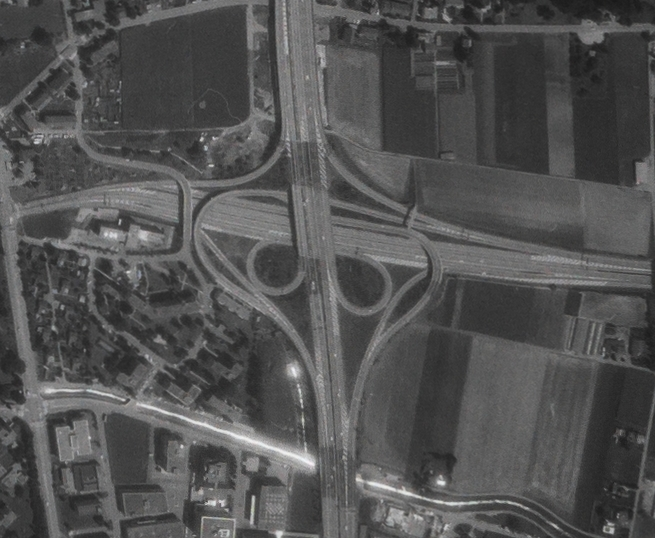
Luftbild (1983)

Von allen Seiten her ist die Auf- beziehungsweise Abfahrt in alle Richtungen möglich. Von Zürich herkommend führen zwei Spuren Richtung Winterthur, weitere zwei Richtung A15 und eine nach Brüttisellen.
Aufgrund der Lage in der Nähe von Zürich ist die Verzweigung Brüttisellen entsprechend stark befahren. Rund 130'000 Fahrzeuge passieren täglich die Verzweigung. Staus treten regelmässig auf.

## Verkehrstechnik
Die Verzweigung Brüttisellen ist als Autobahnverzweigung () signalisiert. Signalisationen in Richtung Brüttisellen sind auch als Ausfahrt () beschildert. In der Liste der Ausfahrten und Verzweigungen der Schweizer Autobahnen trägt diese die Nummer 66 (von der A1). Auf der A15 wäre es die Nummer 1.
| von                     | nach                    | Anzahl Spuren | Verbindungsrampe |
| ----------------------- | ----------------------- | ------------- | ---------------- |
| Nordwesten Brüttisellen | Nordosten               | 1             | Indirekt         |
| Nordwesten Brüttisellen | Südosten                | 1             | Direkt           |
| Nordwesten Brüttisellen | Südwesten               | 1             | Direkt           |
| Nordosten               | Nordwesten Brüttisellen | 1             | Direkt           |
| Nordosten               | Südosten                | 1             | Indirekt         |
| Nordosten               | Südwesten               | 2             | Direkt           |
| Südosten                | Nordwesten Brüttisellen | 1             | Direkt           |
| Südosten                | Nordosten               | 1             | Direkt           |
| Südosten                | Südwesten               | 1             | Halbdirekt       |
| Südwesten               | Nordwesten Brüttisellen | 1             | Halbdirekt       |
| Südwesten               | Nordosten               | 2             | Direkt           |
| Südwesten               | Südosten                | 2             | Direkt           |